# Oruclu (Imishli)
Oruclu è un comune dell'Azerbaigian situato nel distretto di İmişli. Conta una popolazione di 1 520 abitanti.